# 坂内慶子
坂内 慶子（ばんない けいこ、1940年生まれ）は日本の夢療法家（ドリーム・セラピスト）。

## 経歴
和洋女子大学短期大学部国文科卒、家政学部中退。

## 夢との関わり
自身のウェブサイトには、「幼少期から結婚生活も含めてそれまでの４０年間は、病気のデパートと揶揄され続けたもの」と書いている。

### エドガー・ケイシーの哲学
しかし「エドガー・ケイシーの哲学に出会い、ケイシーの推奨する食療法と洗腸とひまし油パックに取り組み、不可能と思えた健康を取り戻すことができました」と続ける。
この体験から、病気は心の現れだと実感でき、手に入れた健康と共にいるために、心の健康を目指して、『夢と瞑想と祈り』に取り組みました。

### ベティ・ベサーズ『ドリーム・ブック』
1992年に出版した『ドリーム・ブック：「夢」のシンボル辞典』の「訳者あとがき」には、同書が「私の大切な恩人から送られて8年」とある。ここから神秘治療家ベティ・ベサーズによる原著を1984年に手に入れたことが分かる。
1987年には、高校三年生の女子にある夢の意味を尋ねられる。その夢は次のようなものだった。
```
自動車の左側の後部座席に私は乗っています。運転席では校長先生がハンドルをにぎっています。他には担任の先生と教頭先生が乗っていました。しばらく走った後、止まったので自動車の窓から外を見るとそれは神社でした。よく見ると、外では、私の両手だけが神社に合掌していました。
[
5
]
```

これをきっかけに自分の夢の意味を知るだけでなく、「ひとの夢を聞き、夢を知る勉強に取り組」むようになる。
これは放ってはおけない、多くの人も彼女と同じなのだ。それなら私は夢を通じてお手伝いできるだろう。本心を人に伝えて自分ののぞむところを生きるという生き方を少しずつでも実践していこう
と考えたのだという。
この本のおかげで、私の天職がみつかりました。それは、夢の中に表されている意味の大切さを人びとと分かちあい、夢が示すメッセージの取り易い方法をみんなで考えていこうという役目です。

### オーロラでセラピストに
さらに、日本で初めてのアートセラピスト（絵画療法士）養成専門スクールとして1989年に開設された株式会社オーロラで、夢とアートセラピーを合わせた夢解釈法（夢分析）を学ぶ。
それ以降、オーロラでセラピストとして活躍するほか、講演やワークショップを朝日カルチャー新宿校及び横浜校、エイトスター・ダイヤモンド木曜会、船井メディア、吉元由美ライフアーティスト、日本エドガー・ケイシーセンター等で行う。

2007年に刊行した『エドガー・ケイシーが教える夢のメッセージ』には、
夢は自分の魂の本意を知る手がかりです。ほんとうの自分の願いを知らないで、人生を生きることは不本意です。ですから、これが夢に取り組まざるを得ない理由です
と記している。

### 天の鳥船庵を主宰、台湾で翻訳本を出版
2011年からは、鎌倉市稲村ヶ崎において天の鳥船庵の名称で夢に関する各種セッションを主宰。なお、2013年に家主からその敷地が、日本の心霊主義運動の父とされる浅野和三郎と関わりがあると知らされた、という。
2013年には、『夢辞典で知る魂のメッセージ Kindle版』を刊行した。
2015年、『夢は神さまからの最高のシグナル：究極の「夢辞典」　なぞ解き「夢療法」で人生大好転！』を発行。
2021年には、『夢は神さまからの最高のシグナル：究極の「夢辞典」　なぞ解き「夢療法」で人生大好転！』が繁体字中国語に翻訳され、台湾で出版された。

## 著作
- 『ドリーム・ブック：「夢」のシンボル辞典』（ベティ・ベサーズ著、坂内慶子訳）、1992年12月、中央アート出版社。
- 『エドガー・ケイシーが教える夢のメッセージ』PHP研究所 、2007年12月。
- 『夢辞典で知る魂のメッセージ Kindle版』アドレナライズ、 2013年2月。
- 『夢は神さまからの最高のシグナル：究極の「夢辞典」　なぞ解き「夢療法」で人生大好転！』コスモトゥーワン、2015年6月。
- 『究極夢辭典：用「夢療法」解讀深層訊息，翻轉人生』 （洪于琇訳）遠流出版事業股份有限公司、2021年1月［『夢は神さまからの最高のシグナル』の台湾版］。